# The Black Crowes
The Black Crowes is een op blues georiënteerde rockband uit Atlanta, in de Amerikaanse staat Georgia. De band met de broers Chris en Rich Robinson als drijvende kracht, hebben in de jaren negentig verscheidende top 40-hits gehad en meer dan dertig miljoen platen verkocht. Ze staan ook bekend om hun retrogeluid en hun uitgebreide jamsessies.

## Geschiedenis
De band is ontstaan onder de naam Mr. Crowes Garden in 1985. Ook is de band meerdere keren van bezetting gewisseld, de broers Chris Robinson (zang) en Rich Robinson (gitaar) zijn de enigen die continu in de band hebben gezeten. Daarnaast waren in deze tijd ook Jeff Cease (gitaar), Johnny Colt (basgitaar) en Steve Gorman (drums) lid van de band. In 1989 maakten de bandleden, die waren beïnvloed door bands zoals Led Zeppelin, The Rolling Stones, The Faces, The Band, Little Feat, Creedence Clearwater Revival en door Southern rock, een democassette die ervoor zorgde dat ze gecontracteerd werden door het platenlabel American Recordings.
In 1990 brachten de Crowes hun debuut uit onder de naam $hake Your Money Maker. Het album, dat werd gedragen door de nummers "Hard to Handle" (een Otis Redding-cover), "She Talks to Angels", "Jealous Again", "Twice As Hard", "Sister Luck" en "Seeing Things", werd een groot succes en verkocht meer dan vijf miljoen exemplaren en kreeg in 1995 vijf keer platinum. De singles "Hard to Handle" en "She Talks to Angels" werden allebei een hit in de Verenigde Staten en omdat de muziek op het kruispunt lag van meerdere muziekstijlen werden The Black Crowes een zeer bekende band, ook buiten de Verenigde Staten. Ze stonden vooral rond deze tijd ook bekend als een band die openlijk verkondigde voorstander te zijn van de legalisatie van marihuana.
Nadat de gitarist Jeff Cease was vervangen door Marc Ford en toetsenist Eddie Harsch was aangetrokken, brachten The Black Crowes in 1992 hun tweede album uit onder de naam The Southern Harmony and Musical Companion. Het album kent overduidelijke soulinvloeden, wat vooral te merken valt aan de achtergrondkoren en de piano- en orgelgeluiden van Harsch. Ook dit album wordt goed ontvangen, mede door de nummers "Remedy", "Thorn In My Pride", "Sting Me", "Sometimes Salvation" en "Hotel Illness". De singles "Remedy" en "Hotel Illness" worden ook in Nederland een top 40-hit. In 1995 kreeg het album in de V.S. dubbelplatinum, wat inhield dat er daar meer dan twee miljoen exemplaren van verkocht waren. Live beginnen de Crowes zich nu steeds meer als jamband in de stijl van The Grateful Dead of The Allman Brothers Band te ontwikkelen.
In 1994 bracht de nu zeskoppige band het album Amorica uit, nadat het jaar daarvoor het album Tall was geannuleerd. Ondanks dat Amorica geen hitsingle had opgeleverd kreeg het album toch goud, wat inhield dat er in de V.S. meer dan 500.000 exemplaren ware verkocht. De hoes van het album was controversieel omdat het een foto toont, afkomstig van een editie van het tijdschrift Hustler uit 1976, van een vrouw met alleen een bikinibroekje van de Amerikaanse vlag aan, waaronder schaamhaar tevoorschijn komt.
Het album Three Snakes & One Charm kwam in 1996 uit. Een nieuw album werd begin 1997 opgenomen, maar werd nadat die zomer gitarist Marc Ford was ontslagen en bassist Johnny Colt ontslag had genomen, geannuleerd. Het materiaal van het album was later alsnog via het bootlegcircuit te verkrijgen en veel nummers van het album werden later door de band live gespeeld. In 2006 werd het alsnog uitgebracht samen met het materiaal van Tall onder de titel The Lost Crowes.
Bassist Sven Pipien werd in 1998 aan de band toegevoegd en de weer vijfkoppige band kwam gaf jaar daarop het album By Your Side uit, wat door het label Columbia Records werd uitgebracht. Het album was bedoeld als een terugkeer naar hun eerdere, jongere geluid en breekt duidelijk met de lijn die was ingezet met Amorica en Three Snakes & One Charm. Het album werd echter door de critici en door sommige fans als glansloos aangemerkt. Gitarist Audley Freed werd net voor de opnames van By Your Side aan de band toegevoegd, maar deed nog niet mee aan de opnamesessies.
In 2000 gingen The Crowes op tournee en namen ze een livealbum op met Led Zeppelin gitarist Jimmy Page. In datzelfde jaar trouwde Chris Robinson met de actrice Kate Hudson, de dochter van Goldie Hawn.
Hun zesde studioalbum, Lions kwam in 2001 uit, maar deze keer onder het label V2 Records, omdat By Your Side zo slecht had verkocht dat Columbia Records de band had laten vallen. Vanaf Lions kwamen de singles "Lickin" en "Soul Singing".
Het livealbum Live, samengesteld uit twee uitverkochte concerten in Boston kwam in 2002 uit. Rond hetzelfde moment kondigde de band aan voor onbepaalde tijd een pauze te willen nemen.
Chris Robinson bracht hierna twee albums uit met de band "New Earth Mud"; New Earth Mud in 2002 en This Magnificent Distance in 2004. Rich Robinson formeerde voor korte periode de band Hookah Brown en bracht in 2004 zijn soloalbum, Paper uit.
In het begin van 2005 werden er vijf concerten geboekt onder de schuilnaam Mr. Crowes Garden (hun eerste naam), wat het einde inluidde van de pauze voor onbepaalde tijd die in 2002 was aangekondigd. De band bestond naast de broers Robinson uit Eddie Harsch, Marc Ford, Sven Pipien en de nieuwe drummer Bill Dobrow. Er volgden daarna meerdere shows onder hun echte naam en Bill Dobrow werd ondertussen vervangen door hun eerste drummer Steve Gorman. In maart 2006 werd de live dvd en het livealbum Freak n' Roll... Into The Fog uitgebracht. Daarna, in april gingen de gebroeders Robinson samen op een intieme akoestische tournee onder de titel; "Brothers Of A Feather: An Acoustic Evening With Chris & Rich Robinson of The Black Crowes". Respectievelijk eind augustus en begin september van dat jaar vertrokken echter alweer de bandleden Marc Ford en Eddie Harsch. Ze werden vervangen door Paul Stacey op gitaar en Rob Clores op keyboards.
Op 4 maart 2008 wordt Warpaint uitgebracht, het eerste album opgenomen met 2 nieuwe bandleden, te weten Luther Dickinson als tweede gitarist en Adam MacDougal op keyboards. Dit album wordt voorafgegaan door de single "Goodbye Daughters of the Revolution".
In 2009 verschijnt het dubbel album Before the Frost...Until the Freeze. Dit album is live met publiek opgenomen in de thuisstudio van The Band drummer Levon Helm. Deze opnames en de repetities worden ook op beeld vastgelegd en verschijnen als de dvd Cabin Fever. Het geluid van de band is in deze laatste incarnatie duidelijk weer veranderd. Steeds vaker wordt terug gegrepen naar hun akoestische folk en country -roots maar ook nieuwe invloeden dienen zich aan zoals disco in het nummer "I Ain't Hidin'" en Indiase muziek in "Aimless Peacock" .
In 2010 werden The Black Crowes opgenomen in de Georgia Music Hall of Fame. Aan het begin van dat jaar maakte de band bekend dat zij na één laatste tour, de Say Goodbye to the Good Guys Tour, voor onbepaalde tijd met hiatus gaat om meer tijd met familie en kinderen door te brengen en solo projecten te ondernemen. Ter afscheid neemt de band Croweology een dubbel cd met akoestische versies van hun favoriete nummers op. In december 2010 werden de laatste optredens in de VS gedaan. In juli 2011 wordt de tour afgesloten met acht optredens in Europa, waarvan drie in Nederland en een in België; een op Zwarte Cross, een op het Blues Peer festival en ter afsluiting twee in Paradiso.
In december 2012 beëindigde de band de hiatus en juni 2013 waren ze weer in België en Nederland te zien.
In september, november en oktober 2022 tourt de groep door Europa met de "Shake your Moneymaker"-tour. Deze tour begon in het Sportpaleis in Antwerpen. Ook Nederland werd met twee optredens aangedaan namelijk Tilburg (013) op 1 oktober stond 3 oktober in de Afas (Amsterdam). Tijdens deze tour spelen ze vooral materiaal van het  The Southern Harmony and the Musical Company en Shake Your Moneymaker. Ook Australië en Japan worden aangedaan. Deze tour wordt in het voorjaar van 2023 voortgezet in de US. Alhoewel de heren iets ouder zijn heeft de band heeft qua intensiteit nog niets ingeboet.

## Discografie

### Studioalbums
| Jaar | Album                                      |
| ---- | ------------------------------------------ |
| 1990 | $hake your money maker                     |
| 1992 | The southern harmony and musical companion |
| 1994 | Amorica                                    |
| 1996 | Three snakes and one charm                 |
| 1999 | By Your Side                               |
| 2001 | Lions                                      |
| 2008 | Warpaint                                   |
| 2009 | Before the frost                           |
| 2024 | Happiness Bastards                         |

### Live- en verzamelalbums
| Jaar | Album |
| ---- | --- |
| 2000 | Greatest Hits 1990-1999: A Tribute to a Work in Progress                                                             |
| 2000 | Live at the Greek (met Jimmy Page)                                                                                   |
| 2002 | Live |
| 2006 | Freak 'n' Roll ...Into The Fog (livealbum)                                                                           |
| 2006 | The Lost Crowes (verzamelalbum met geannuleerd materiaal)                                                            |
| 2009 | Warpaint Live |
| 2010 | Croweology (verzamelalbum met nieuwe semi-akoestische versies van nummers van de eerste vier albums + enkele covers) |
| 2023 | Shake Your Money Maker Live (livealbum van de reünie tournee ter ere van de dertigste verjaardag van debutalbum)     |

### Singles
|      |                     | Hoogste hitnoteringen |    |    |
| Jaar | Single              | NL                    | VS | VK |
| 1990 | Jealous Again       | 31                    |    |    |
| 1990 | She Talks To Angels |                       | 30 |    |
| 1990 | Hard To Handle      |                       | 26 | 39 |
| 1992 | Remedy              | 24                    |    | 24 |
| 1992 | Sting Me            |                       |    |    |
| 1992 | Hotel Illness       | 23                    |    |    |
| 1992 | Thorn in My Pride   |                       |    |    |
| 1994 | A Conspiracy        |                       |    | 25 |
| 1995 | Wiser Time          |                       |    | 34 |
| 1996 | Blackberry          |                       |    |    |
| 1998 | By Your Side        |                       |    |    |
| 1998 | Only a Fool         |                       |    |    |
| 2001 | Lickin'             |                       |    |    |
| 2001 | Soul Singing        |                       |    |    |

## Hitlijsten

### Albums
| Album met eventuele hitnotering(en) in de Nederlandse Album Top 100 | Datum van verschijnen | Datum van binnenkomst | Hoogste positie | Aantal weken | Opmerkingen                |
| ------------------------------------------------------------------- | --------------------- | --------------------- | --------------- | ------------ | -------------------------- |
| $hake your money maker                                              | 13-02-1990            | 10-08-1991            | 61              | 7            |                            |
| The southern harmony and musical companion                          | 12-05-1992            | 23-05-1992            | 17              | 48           |                            |
| Amorica                                                             | 1994                  | 12-11-1994            | 17              | 14           |                            |
| Three snakes and one charm                                          | 1996                  | 10-08-1996            | 39              | 8            |                            |
| By your side                                                        | 1999                  | 23-01-1999            | 46              | 6            |                            |
| Live at the Greek                                                   | 2000                  | 05-08-2000            | 46              | 6            | met Jimmy Page / Livealbum |
| Lions                                                               | 2001                  | 19-05-2001            | 78              | 3            |                            |
| Warpaint                                                            | 2008                  | 08-03-2008            | 24              | 8            |                            |
| Before the frost...                                                 | 28-08-2009            | 05-09-2009            | 51              | 6            |                            |
| Croweology                                                          | 06-08-2010            | 14-08-2010            | 80              | 3            | Verzamelalbum              |

| Album met hitnotering(en) in de Vlaamse Ultratop 200 albums | Datum van verschijnen | Datum van binnenkomst | Hoogste positie | Aantal weken | Opmerkingen |
| ----------------------------------------------------------- | --------------------- | --------------------- | --------------- | ------------ | ----------- |
| Three snakes and one charm                                  | 1996                  | 24-08-1996            | 47              | 2            |             |
| By your side                                                | 1999                  | 23-01-1999            | 18              | 5            |             |
| Warpaint                                                    | 2008                  | 15-03-2008            | 78              | 5            |             |
| Before the frost...                                         | 2009                  | 26-09-2009            | 94              | 1            |             |

### Singles
| Single met eventuele hitnotering(en) in de Nederlandse Top 40 | Datum van verschijnen | Datum van binnenkomst | Hoogste positie | Aantal weken | Opmerkingen |
| ------------------------------------------------------------- | --------------------- | --------------------- | --------------- | ------------ | ----------- |
| Jealous again                                                 | 1991                  | 10-08-1991            | 31              | 3            |             |
| Hard to handle                                                | 1991                  | 05-10-1991            | tip11           | -            |             |
| Remedy                                                        | 1992                  | 23-05-1992            | 23              | 4            |             |
| Hotel illness                                                 | 1992                  | 16-01-1993            | 23              | 4            |             |
| A conspiracy                                                  | 1994                  | 05-11-1994            | tip16           | -            |             |

### Dvd's
| Dvd's met hitnoteringen in de Nederlandse Music Top 30       | Datum van verschijnen | Datum van binnenkomst | Hoogste positie | Aantal weken | Opmerkingen |
| ------------------------------------------------------------ | --------------------- | --------------------- | --------------- | ------------ | ----------- |
| Freak 'N' Roll... Into the fog - The fillmore, San Francisco | 2006                  | 01-04-2006            | 11              | 6            |             |

### NPO Radio 2 Top 2000
| Nummers met noteringen in de NPO Radio 2 Top 2000 | '14  | '15  | '16  | '17  | '18  | '19  | '20  | '21  | '22  | '23  | '24  |
| ------------------------------------------------- | ---- | ---- | ---- | ---- | ---- | ---- | ---- | ---- | ---- | ---- | ---- |
| Hard to Handle                                    | 1660 | 1928 | 1635 | 1634 | 1881 | 1915 | 1741 | 1660 | 1693 | 1968 | -    |
| Remedy                                            | 1094 | 1157 | 1110 | 997  | 1317 | 1334 | 1156 | 1312 | 1426 | 1602 | 1719 |

1. ↑  Een '-' betekent dat het nummer niet was genoteerd en een vetgedrukt getal geeft de hoogste notering van een nummer aan.
2. ↑  2014 was het eerste jaar met een notering voor The Black Crowes.